# Fanny Pelopaja
Fanny Pelopaja és una pel·lícula policíaca espanyola del 1984, dirigida per Vicente Aranda i protagonitzada per Fanny Cottençon i Bruno Cremer. La pel·lícula, una producció espanyola i francesa, es basa en la novel·la Prótesis, escrita per Andreu Martin.

## Argument
A Barcelona, un oficial de policia (Andrés) manté una relació sadomasoquista amb una prostituta (Fanny Pelopaja). El policia usa la relació amb la prostituta per a atrapar i disparar a un traficant d'armes (Julián, amant de Fanny). Algun temps després, "Fanny Pelopaja" desenvolupa la seva venjança.

## Repartiment
- Fanny Cottençon com Estefania Sánchez, "Fanny Pelopaja".
- Bruno Cremer com Andrés Gallego.
- Ian Sera com Manuel "El gat".
- Francisco Algora com Julián.
- Berta Cabré com La Nena.
- Paca Gabaldón com La Sociòloga.
- Eduardo MacGregor com Calvo.
- Joaquín Cardona com Pérez.
- Roberto Asla com a Cabells Blancs.
- Jordi Serrat com a Policia.
- Marta Padovan com Pilar.
- Carles Sales com L'home de l'aparcament.
- Daniel Medrán com Macarra.

## Producció
El productor espanyol Carlos Durán li va mostrar al director Vicente Aranda la novel·la Pròtesi, escrita per Andreu Matín, amb la idea de fer una pel·lícula. A Aranda li agradava el llibre però li resultava difícil escriure el guió. La novel·la retrata una relació violenta entre dos homes. Aranda s'havia sentit incòmode abordant el tema de la homosexualitat en la seva anterior pel·lícula Cambio de sexo de 1977, per la qual cosa va decidir transformar al protagonista masculí en una dona i narrar la història de l'amor i venjança entre una parella heterosexual. La violència, expressada sense embuts en la novel·la, també es va mostrar en l'adaptació cinematogràfica. L'autor del llibre original, Andreu Martin va estar d'acord amb els canvis realitzats i es va mostrar satisfet amb l'adaptació cinematogràfica.
Per al personatge de "Fanny Pelopaja", Aranda va pensar a Berta Socuéllamos, que havia aparegut en un paper similar a Deprisa, deprisa de Carlos Saura. També va tenir al cap a Victoria Abril, la seva actriu fetitxe amb la qual ja havia rodat Cambio de sexo, La muchacha de las bragas de oro i Asesinato en el Comité Central. Tanmateix, els productors francesos de la pel·lícula van imposar a dos actors francesos al capdavant per a ajudar a la comercialització de la pel·lícula a França. Aranda va tenir una sessió de càsting a París i finalment va triar a Fanny Cottençon i Bruno Cremer per als dos papers principals. La pel·lícula comptava amb un pressupost de 76 milions de pessetes amb un 70% de capital espanyol i un 30% del cost cobert per la productora francesa.
Filmada en Barcelona amb equip i repartiment espanyol, la producció es va desenvolupar sense problemes i el director es va mostrar feliç amb els actors protagonistes que van ser doblegats en espanyol per a la versió local de la pel·lícula. No obstant això, insatisfet amb el tall francès i doblatge de la pel·lícula, fet sense la seva supervisió, Aranda va tractar sense èxit de detenir l'estrena de la pel·lícula a França, on va ser llançat amb el títol Á coups de crosse.

## Localitzacions
La pel·lícula es va filmar a Barcelona, Cerdanyola del Vallès i Vilafranca del Penedès.

## Títol
Prótesis, el títol original de la novel·la d'Andreu Martín, fa referència a la dentadura que el personatge principal ha d'usar, però es va evitar com a títol per a la pel·lícula pel seu poc atractiu comercial. Fanny Pelopaja, el títol final de la pel·lícula, prové del nom de la pròpia Fanny Cottençon, l'actriu protagonista de cabell ros blanquejat.

## Recepció
Fanny Pelopaja va rebre bones ressenyes per part de la crítica, però no va trobar públic quan es va estrenar. Es van vendre 180.000 entrades a Espanya i van recaptar 44 milions de pessetes. No obstant això, la pel·lícula va tenir popularitat un cop estrenada en vídeo, i amb el temps s'ha convertit en una de les obres més vistes d'Aranda.
Kevin Thomas de Los Angeles Times va qualificar la pel·lícula de "tonta i exagerada".